# Glyphodes boseae
Glyphodes boseae là một loài bướm đêm trong họ Crambidae.